# Codex Vaticanus 2061
Il Codex Vaticanus 2061 (Gregory-Aland: 048; Soden: α 1) è un codice manoscritto onciale del Nuovo Testamento, datato paleograficamente al V secolo.

## Descrizione
Il codice è composto da 21 fogli di pergamena di 30x27 cm, scritti su tre colonne per pagina, 40 linee per colonna, e 12-15 lettere per linea.
Il codice contiene il testo degli Atti degli Apostoli, delle lettere cattoliche e delle lettere di Paolo, con notevoli lacune.
Si tratta di un palinsesto.

## Critica testuale
Il testo del codice è rappresentativo del Tipo testuale alessandrino. Kurt Aland lo ha collocato nella Categoria II.

## Storia
Il manoscritto è stato descritto e collezionato da Bianchini. Nel 1887 il codice fu riscoperto e reso pubblico da Pierre Batiffol.
Il codice è conservato presso la Biblioteca Apostolica Vaticana (Gr. 2066) a Roma.